# Jean-Pierre Elkabbach
Jean-Pierre Elkabbach (ur. 29 września 1937 w Oranie, zm. 3 października 2023 w Paryżu) – francuski dziennikarz telewizyjny.

## Biografia
Elkabbach urodził się 29 września 1937 roku w algierskiej rodzinie żydowskiej w Oranie, wówczas prefekturze departamentu d'Oran we francuskiej Algierii. Karierę dziennikarską rozpoczął w 1960 roku jako korespondent radiowy w Algierze, jednak po udziale w strajkach majowych 1968 roku został odsunięty na bok i zesłany do Tuluzy. Elkabbach spędził później czas w Bonn w Niemczech, zanim w 1970 roku zajął się wiadomościami telewizyjnymi. W latach 1993–1996 był prezesem France 2 i France 3, w latach 1999–2009 był prezesem stacji telewizyjnej Public Sénat i pełnił funkcję prezesa Europe 1 od 2005 do 2008 roku.
Elkabbach zainicjował Bibliothèque Médicis w Public Sénat, podczas którego przeprowadził wywiady z eklektyczną mieszanką międzynarodowych literatów, przywódców politycznych, intelektualistów i historyków.
Elkabbach był ojcem aktorki Emmanuelle Bach. Zmarł 3 października 2023 roku w Paryżu w wieku 86 lat.